# Episodi di Being Erica (seconda stagione)
La seconda stagione della serie televisiva Being Erica è andata in onda sulla rete canadese CBC dal 22 settembre all'8 dicembre 2009.
In Italia, la stagione è stata trasmessa in prima visione assoluta su Rai 4 dal 4 al 17 maggio 2011, in anticipo rispetto a Mya, dove è stata trasmessa dal 26 maggio al 30 giugno 2011.
| nº | Titolo originale                          | Titolo italiano         | Prima TV Canada   | Prima TV Italia |
| -- | ----------------------------------------- | ----------------------- | ----------------- | --------------- |
| 1  | Being Dr.Tom                              | Il mondo del dottor Tom | 22 settembre 2009 | 4 maggio 2011   |
| 2  | Battle Royale                             | Grandi battaglie        | 29 settembre 2009 | 5 maggio 2011   |
| 3  | Mama Mia                                  | Mamma mia               | 6 ottobre 2009    | 6 maggio 2011   |
| 4  | Cultual Revolution                        | Rivoluzione culturale   | 13 ottobre 2009   | 7 maggio 2011   |
| 5  | Yes We Can                                | Sì che possiamo         | 20 ottobre 2009   | 9 maggio 2011   |
| 6  | Shhh... Don't Tell                        | Segreti                 | 27 ottobre 2009   | 10 maggio 2011  |
| 7  | The Unkindest Cut                         | Passato e futuro        | 3 novembre 2009   | 11 maggio 2011  |
| 8  | Under My Thumb                            | Questione di sesso      | 10 novembre 2009  | 12 maggio 2011  |
| 9  | A River Runs Through It... It Being Egypt | Menzogne                | 17 novembre 2009  | 13 maggio 2011  |
| 10 | Papa Can You Hear Me?                     | Papà, mi senti?         | 24 novembre 2009  | 14 maggio 2011  |
| 11 | What Goes Up Must Come Down               | Rialzati e lotta        | 1º dicembre 2009  | 16 maggio 2011  |
| 12 | The Importance of Being Erica             | Finalmente Erica        | 8 dicembre 2009   | 17 maggio 2011  |

## Il mondo del dottor Tom
- Titolo originale: Being Dr.Tom
- Diretto da: Alex Chapple
- Scritto da: Jana Sinyor e Aarón Martín

### Trama
La dottoressa Naadiah ha sostituito il dottor Tom, ma Erica non vuole avere a che fare con lei. Alla casa editrice River Rock si programma l'attività annuale, Julianne assegna il libro più importante, un manuale sul sesso, non a Brent bensì a Erica. Durante una cena al ristorante con Ethan, Erica finisce nello studio della dottoressa Naadiah che le rivela come debba ora pagare il debito della terapia: dovrà cioè aiutare qualcuno come è stata aiutata lei.
Si ritrova nel passato, nel 1998, a ballare sul bancone di un bar insieme a altre ragazze; riconosce tra i clienti un dottor Tom molto diverso da quello cui è abituata: disperato, dedito all'alcol e violento, picchia selvaggiamente un ragazzo che chiede a Erica di uscire. È lui che ha bisogno di aiuto. Erica fa qualche indagine, l'uomo si chiama Thomas Wexlar e ha perduto il lavoro; ha una figlia che non vive più con lui e che a quanto pare gli ha fatto del male. La dottoressa Naadiah la fa arrivare sul tetto di un palazzo, Tom Wexlar è pronto a gettarsi di sotto per suicidarsi e lei non riesce a dissuaderlo.
Erica torna al presente, e mentre Ethan dorme sul divano lei si ritrova nello studio del dottor Tom. L'uomo le chiede scusa per l'accesso di furia che l'ha preso quando lei ha cercato di salvare il fratello Leo dalla morte. Era invidia perché lui ha capito che avrebbe potuto cercare di riportare a casa la figlia Sarah, che l'ha abbandonato nel 1996 per vivere come una homeless, e della quale ha perduto le tracce. Si vergogna di non essere riuscito a controllare le proprie emozioni, ma infine accetta di tornare a essere il terapeuta di Erica; però non è ancora tempo di raccontarle il proprio passato.
- Altri interpreti: Joanne Vannicola (dottoressa Naadiah), Sarain Boylan (Lulu), Tatiana Maslany (Sarah)

## Grandi battaglie
- Titolo originale: Battle Royale
- Diretto da: Ron Murphy
- Scritto da: Jana Sinyor

### Trama
La relazione con Ethan prosegue a meraviglia, Erica gli propone di trasferirsi a casa sua. Lui partecipa per la prima volta a una festa a casa dei signori Strange, con tutta la famiglia, ma quando sente discorsi matrimoniali ha uno scatto di ribellione.
Il dottor Tom vuole indurre Erica a ripensare alla sua relazione con Malcolm Abraham, un tempo il suo migliore amico, con il quale ebbe anche una breve storia che terminò durante un campeggio estivo; da quel momento Malcolm diventò odioso, fino al punto di nascondere della refurtiva nel letto di Erica e denunciarla, così fu cacciata dal campeggio. Tornata nel passato, Erica evita di rispondere alle provocazioni di Malcolm dopo che si sono lasciati, ma è inutile. Quando scopre che lui ha comunque usato il trucco della refurtiva, lo attacca direttamente denunciando in una lettera anonima alla direzione del campo che lui nasconde droga.
Malcolm l'affronta durante un trasferimento zaino in spalla verso un'altra aerea di campeggio, i due si perdono nel bosco e si confrontano anche aspramente, finché il ragazzo confessa che è aggressivo perché ha scoperto di essere gay. Erica finge con gli amici che si sono rimessi insieme perché lui non vuole fare sapere nulla agli altri.
Tornata al presente, viene sollecitata dal dottor Tom a affrontare Ethan così come ha affrontato Malcolm. Non è facile, lui confessa di sentirsi in trappola e di percepire la pressione della famiglia Strange; teme che Erica voglia sposarsi, lei in effetti è convinta che se non andrà bene la storia con Ethan, sarà l'ultima occasione della propria vita.
Erica ha scoperto che Kai, un ragazzo che lavora come cameriere al caffè Goblins, segue a sua volta una terapia che lo invia indietro nel tempo, ma il ragazzo si rifiuta di parlarne.
- Altri interpreti: Jake Epstein (Malcolm Abraham), Alexandra Benoit (Rachel)

## Mamma mia
- Titolo originale: Mama Mia
- Diretto da: Michael McGowan
- Scritto da: Shelley Scarrow

### Trama
Erica riesce finalmente a incontrare Judith, è diventato difficile vedersi da quando è nato Max. L'amica parla solo di bambini, e per farle vedere che è capace di cavarsela Erica si offre come babysitter per la serata: in questo modo Judith potrà partecipare a un appuntamento di lavoro del marito Anthony, che parlerà in pubblico. Judith a ogni modo la riempie di raccomandazioni sugli orari e le regole da rispettare: niente ciuccio per Max.
Tuttavia pur di fare star bravo Max, Eric evita di metterlo a dormire alle 19. Judith telefona a casa e scopre che il bambino è ancora sveglio, decide di tornare infuriata. Nel frattempo Erica si ritrova nell'ufficio del dottor Tom, che vuole parlare del rimpianto intitolato “Festa delle matricole”. Erica spiega: era stata lei a ideare e organizzare una festa per i nuovi arrivi all'università, salvo abbandonare Judith a gestirla da sola per partecipare a una marcia femminista nel campus. Adesso se tornasse indietro rimarrebbe a aiutarla.
Si ritrova indietro nel tempo, ma insieme a Max! Judith crede che stia facendo da babysitter per un'amica femminista. Ovviamente Erica non riesce a essere di alcun aiuto con il bambino: non solo, lui si intestardisce a non dormire e lei si logora. Judith l'accompagna a casa della madre, la signora Strange riesce a quietare Max con il ciuccio.
Tornata nel presente, Erica chiude scusa a Judith che è arrivata a casa, ma che si infuria quando scopre che lei ha usato il ciuccio per addormentarlo. Le due però fanno pace.
Nel frattempo Samantha ha raccontato alla madre che lei e il marito Josh si trasferiranno per lavoro a Londra; la donna si sente in dovere, dopo una conversazione con Erica, di dirle che è un errore, ma la figlia non vuole ascoltare.
- Altri interpreti: Mark Taylor (Anthony Winter)

## Rivoluzione culturale
- Titolo originale: Cultural Revolution
- Diretto da: Chris Grismer
- Scritto da: Karen McClellan

### Trama
In un bar, Jenny rimprovera Erica per la sua vita sessuale tranquilla e scommette 20 dollari che riuscirà a portarsi a letto un bel ragazzo che ha notato nel locale. Tornata a casa, Erica tenta di avere un rapporto sessuale con Ethan sul bancone della cucina ma si taglia i piedi con cocci di vetro.
Il mattino dopo Jenny si presenta alla River Rock per ritirare la vincita della scommessa: si è portata a casa Rob. Julianne approva l'idea di Erica per il manuale sul sesso, però manca un autore. Friedken propone che sia Erica stessa a scriverlo, Julianne approva, però in questo caso non potrà più lavorare come redattrice. Erica accetta, anche su consiglio di Rob, il nuovo amico di Jenny.
Il dottor Tom le chiede di parlare del rimpianto n. 18 della sua lista, Taipei. Erica aveva rinunciato all'ultimo momento a un'estate di lavoro insieme a Jenny a Taiwan: se tornasse indietro invece la seguirebbe. Viene accontentata, arriva insieme all'amica in un pessimo ostello della metropoli asiatica; in camera trovano un'australiana, Laurie, che ha un rapporto sessuale con un ragazzo. Si recano al lavoro nella scuola contattata via internet, Erica viene subito incaricata di insegnare una canzone di Céline Dion a una classe di bambini scatenati.
La sera escono a bere con Laurie in un locale, ma il conto è talmente esorbitante che cercano di uscire senza pagare. Vengono sorprese dal proprietario, un loro coetaneo di nome Kendrick, che invita Erica a cantare una canzone di Céline Dion per sdebitarsi, poi le invita a lasciare l'ostello e trasferirsi a dormire nella sua casa. Le giornate passano tra interminabili feste serali e il lavoro al mattino, finché Kendrick le invita a recarsi con lui per il week-end a Hong Kong. Jenny dormirà in camera con lui, però Erica vede il ragazzo baciare Laurie e lo dice all'amica. A Jenny non solo non importa, ma su richiesta di Kendrick lei bacia anche appassionatamente Laurie.
Erica cerca di fare ragionare l'amica, poi le dice che tornerà all'ostello. Si ritrova nel presente, a una riunione in cui Julianne comunica che Erica scriverà il libro sul sesso e Brent seguirà i suoi progetti redazionali; ma Erica ha cambiato idea, non se la sente di impegnarsi in qualcosa che non sia un romanzo. Brent parla con l'editore Frank Galvin e denuncia il comportamento di Julianne.
Jenny confessa a Erica che vuole andare a vivere a Los Angeles con Rob, lei disapprova e cerca di convincerla a essere meno impulsiva, ma l'amica se ne va.
- Altri interpreti: Alex Paxton-Beesley (Laurie), Kevin McGarry (Rob), Shannon Kook-Chun (Kendrick Kwan)

## Sì che possiamo
- Titolo originale: Yes We Can
- Diretto da: Rick Rosenthal
- Scritto da: Aarón Martín

### Trama
Ethan si trasferisce nell'appartamento di Erica. La sera si trovano con Judith e il marito al Goblin, dove Kai canta una canzone accompagnandosi alla chitarra. Erica si apparta con il ragazzo suscitando la gelosia di Ethan.
Alla River Rock, Julianne e Friedken approvano il progetto di un libro sul sesso articolato in 31 capitoli sui sapori, ma siccome vogliono qualcosa di trasgressivo invitano Erica a recarsi al sex club “Delizioso”. La sera stessa lei ed Ethan vanno a cena dalla madre di Erica, Josh e Samantha sono pronti a partire per Londra. Ethan l'accompagna poi al “Delizioso” dove circola gente vestita di pelle e latex. Erica parla con una coppia di scambisti che ritengono in questo modo di rinsaldare il proprio rapporto; i due propongono un amore a quattro. Ethan è imbarazzato, pretende di tornare a casa. Entrata nel guardaroba per prendere i cappotti, Erica si trova nello studio del dottor Tom.
Il terapeuta (che l'accoglie completamente nudo) stavolta non la invia nel passato a rivivere uno dei “rimpianti” della sua lista: le garantisce invece che potrà rivivere la giornata di oggi comportandosi come vuole, nessun altro oltre a lei ricorderà ciò che è successo. Per tutti gli altri il giorno sarà annullato.
Erica è entusiasta. Si ritrova al momento del risveglio al mattino e dice a Ethan che non deve essere geloso di Kai. A spasso con la sua amica Judith si mette a ballare in piedi su una fontana, poi va al Goblin e racconta a Kai cosa le sta succedendo: gli dice che la giornata sarà cancellata, ottiene che lui le riveli il nome del suo analista (Fred). Kai si licenzia e prende in prestito la Mercedes di un cliente, i due vanno in giro per la città.
Erica si fa accompagnare al lavoro, arriva in ritardo e dice a Friedken ciò che pensa di lui; poi tocca il sedere a un collega maschio di un altro ufficio. Viene a sapere da Kai che il motivo per cui non vuole parlare della propria terapia è il rimpianto per aver causato la morte di una persona. Si fa accompagnare a casa della madre e accusa Josh di costringere la moglie a seguirlo all'estero; in questo modo provoca la rabbia della sorella, che se ne va assicurando che è lei a voler andare a Londra.
La giornata sembra un disastro. Per finire, Ethan vede Kai ed è giustamente geloso; come se non bastasse, Erica e Kai si baciano dopo essere sfuggiti alla polizia che li ferma per la Mercedes. Tornata al presente, Erica riesce a convincere Julianne che è meglio produrre un libro destinato al lettore medio, non a chi ama le pratiche estreme. Kai la invita a cena, ma lei declina perché pensa a Ethan.
- Altri interpreti: Jeff Seymour (Thomas Friedken).

## Segreti
- Titolo originale: Shhh… Don't Tell
- Diretto da: Jerry Ciccoritti
- Scritto da: Jessie Gabe e Aarón Martín

Julianne ha una relazione con Thomas Friedken, ma Erica sorprende l'uomo nella stanza delle fotocopie mentre la segretaria Meeri gli pratica una fellatio. Non lo rivela a nessuno, ma Brent capisce tutto da alcune sue allusioni e lo spiffera all'intero ufficio; così quando Julianne indice una riunione per festeggiare il quarantesimo compleanno di Friedken, tutti ridono di nascosto.
Erica si ritrova nello studio del dottor Tom, che le chiede spiegazioni su un punto della sua lista di rimpianti intitolato “Sfilata di moda”. Quando aveva 17 anni, all'ultimo anno di liceo, Erica non fece nulla per impedire che la sua amica Jenny infierisse orribilmente su Fiona Watt, una compagna di scuola, cospargendole i capelli con una mousse depilatoria durante una sfilata di moda delle studentesse.
Erica torna indietro nel passato con l'intenzione di fermare Jenny. Parla con entrambe le compagne, credendo di averle convinte, ma Jenny suggella la pace con una tavoletta di cioccolato che provoca a Fiona una violenta e imbarazzante dissenteria. Il risultato finale è che durante la sfilata la capigliatura di Fiona è salva, ma Jenny pesta la coda del vestito di Erica che si lacera lasciandola in biancheria intima davanti agli spettatori.
Erica scopre che Jenny è gelosa perché il professore di chimica, Callaghan, con il quale ha una relazione segreta, si interessa a Fiona. Decide di raccontare tutto al preside del liceo, che caccia il professore.
Tornata nel presente, Erica racconta a Julianne di aver visto il suo amante mentre aveva un rapporto sessuale con Meeri. La segretaria viene licenziata, e subito dopo anche Friedken viene allontanato dalla casa editrice.
- Altri interpreti: Melanie Leishman (Fiona Watt), Peter Mooney (il professor Callaghan).

## Passato e futuro
- Titolo originale: The Unkindest Cut
- Diretto da: David Wharnsby

### Trama
La madre di Erica ha incontrato un uomo, Norman, e lo invita a una cerimonia di famiglia durante la quale l'ex marito deve circoncidere un neonato. Dovrebbe essere Erica a tenere il bambino in braccio durante l'operazione, ma si sente male e perde i sensi. Si ritrova alla presenza del dottor Tom e del dottor Fred, l'analista di Kai. Quest'ultimo le chiede di aiutarlo e la invia nel futuro, nel 2019: dopo il suicidio del suo amore, un ragazzo di nome Travis, Kai è diventato una rockstar, il frontman della band Head. Secondo Fred, rischia di assumere un'overdose di oppio.
Erica scopre di chiamarsi Noelle e di essere una giornalista di Rolling Stone alla quale kai ha concesso un'intervista; malgrado sia stata ammonita a non toccare l'argomento da Jody, il manager di Kai, lei gli fa una domanda su Travis che lo irrita. Erica/Noelle le segue a un party e riesce a attirare la sua attenzione dicendogli che lo conosce dai tempi in cui faceva il cameriere al caffè Goblin. L'atteggiamento di Kai nei suoi confronti cambia completamente, e quando il discografico Shawn gli impone di ascoltare una canzone intitolata “Travis” scritta apposta per lui, Kai si ribella. Deve però assoggettarsi perché la sua carriera è a rischio.
Tornata al presente, Erica confessa al padre la propria repulsione per la circoncisione. Sembra che il rapporto fra i due sia compromesso, ma la sera il padre le suona il campanello e la invita a uscire per osservare le stelle con un telescopio portatile, come quando era bambina.
- Altri interpreti: Riley Gilchrist (Travis), Alan Van Sprang (Jody), Barry Flatman (Shawn).

## Questione di sesso
- Titolo originale: Under My Thumb
- Diretto da: Chris Grismer
- Scritto da: Shelley Scarrow

### Trama
Erica sorprende Ethan mentre si masturba davanti a un programma pornografico sul computer. Julianne ha trovato una sessuologa per scrivere il libro della casa editrice sul sesso, Erica le pone la domanda: perché un uomo dovrebbe volersi masturbare mentre può avere un rapporto con la propria donna?
Sua sorella Samantha torna improvvisamente a Toronto senza il marito, le chiede ospitalità per qualche giorno. Friedken si lamenta con James Galvin, il figlio dell'editore che si trova il India per lavoro, e ottiene che il giovane chieda a Julianne di riparare all'offesa che gli ha fatto, pena l'abbandono della scrittura del libro. Ethan per farsi scusare ha preparato una cena romantica con petali di fiori sparsi, e aspetta vestito solo con i boxer quando invece di Erica arriva Samantha.
Erica torna a casa, la sorella ha lasciato il marito perché da quando sono arrivati a Londra non ha fatto altro che lavorare e si è quasi scordato della sua esistenza. Erica avrebbe bisogno dell'aiuto del dottor Tom, ma lo psichiatra, dopo un colloquio con il suo collega dottor Fred, le dice che stavolta dovrà cavarsela da sola, come ogni altro abitante del pianeta.
Friedken pretende che Julianne gli chieda scusa in pubblico. Erica e la sorella escono a bere al Goblins, poi Samantha la sollecita a tornare a casa e chiarire le cose con Ethan. Malgrado Erica si sia raccomandata con Kai di badare alla sorella, alla chiusura del locale i due si trovano da soli e tra loro l'attrazione è così forte che fanno l'amore. Le cose non vanno bene invece a Erica: costringe Ethan a vedere insieme il videoclip erotico, per capire cosa gli piace, e quando cerca di riprodurlo nella realtà lui si nega.
Costretta da Galvin, Julianne offre le sue scuse a Friedken davanti a tutta la redazione. Josh arriva con un mazzo di fiori per riportare a casa Samantha, lei si lascia tentare poi all'ultimo momento non prende l'aereo. Erica convince Ethan a provare qualche gioco per movimentare il loro rapporto, ma lui dichiara di preferire il tipo di relazione sessuale che avevano prima.
- Altri interpreti: Jefferson Brown (James Galvin), Jeff Seymour (Thomas Friedken).

## Menzogne
- Titolo originale: A River Runs Through It... It Being Egypt
- Diretto da: Philip Earnshaw
- Scritto da: Aarón Martín e Jana Sinyor

### Trama
Erica è arrabbiata con Kai perché ha approfittato di Samantha in un momento di debolezza. Julianne ha scoperto che è stato Brent a fare la spia con il figlio dell'editore. Kai viene invitato alla casa editrice per essere interrogato a proposito del libro sul sesso, Erica si dimostra cinica con lui. La sera invita Samantha a uscire con lei e Ethan, si recano in una discoteca dove incontrano Kai. La sorella di Erica ammette di avere avuto con lui la serata di sesso migliore della sua vita. Sopraggiunge improvvisamente Josh che vorrebbe portare via la moglie, cercano di farlo ragionare ma è disperatamente geloso, Kai lo stende con un pugno.
Il giorno dopo Erica entra nello studio del dottor Tom, è evidente che ce l'ha con Kai. Lo psicanalista le chiede di parlare del rimpianto intitolato “L'auto di papà”, una vettura d'epoca che Erica prese per procurarsi da bere e organizzare una festa in casa nell'assenza dei genitori, e che fu tamponata mentre era parcheggiata sul viale. Il padre rimase offeso per settimane, e soprattutto tenne il broncio con Leo, il fratello maggiore di Erica, finché fu troppo tardi e non riuscì mai a fare la pace. Il dottor Tom la rimanda nel passato.
Erica parcheggia diligentemente l'auto nel garage, poi riesce a evitare che Robin, un amico di Leo, sia malmenato da Mike, un conoscente che gli ha venduto della marijuana. Nella notte però qualcuno entra nel garage e danneggia l'auto di papà, forse Mike per vendetta; farla riparare prima che tornino i genitori costa 2000 dollari. I fratelli si recano al parco giochi, dove lavora Robin, per farsi dare una parte dei soldi necessari; Robin acconsente, ma all'uscita l'auto non c'è più. Rubata? In realtà Leo ha simulato non solo il furto, ma anche il danno: durante la festa era uscito di casa guidando ubriaco e sbattendo contro un palo. 
Erica torna al presente, il dottor Tom la costringe a ammettere che Leo non era perfetto come nel suo ricordo. Anche Kai la costringe a ammettere che ciò che prova nei suoi confronti a proposito di Samantha non è rabbia bensì gelosia. Erica infatti, pur non avendo intenzione di lasciare Ethan, prova qualcosa per Kai.
- Altri interpreti: Evan Williams (Robin).

## Papà, mi senti?
- Titolo originale: Papa Can You Hear Me?
- Diretto da: Phil Earnshaw
- Scritto da: Aarón Martín e Jana Sinyor

### Trama
Kai si presenta alla casa editrice e annuncia a Erica che non ha nessuna intenzione di mettersi in mezzo fra lei e Ethan, per cui dichiara finita la loro amicizia e si licenzia persino dal Goblins. Il dottor Tom vorrebbe discutere un altro dei punti sulla lunga lista di rimpianti di Erica, ma lei vuole parlare del proprio rapporto con Kai; l'analista non è d'accordo, Erica se ne va furibonda. Il dottor Tom si ritrova nello studio della sua collega Naadiah, che lo spedisce nel passato per ricomporre la situazione con la figlia Sarah.
La ragazzina, che è andata via di casa per dissidi con lui e con la madre, accetta un invito a pranzo anche se sta partendo con gli amici. I due passano la giornata insieme e lei poco per volta si scioglie e accetta di tornare a casa, ma quando rientra sua moglie Majorie la lite tra madre e figlia è inevitabile.
Il dottor Tom non è riuscito a evitare di perdere la figlia, ma ha capito che Erica deve poter essere padrona della propria vita. Tornato al presente, accetta di affrontare l'argomento con la sua paziente e in più convince Kai a tornare in terapia con il dottor Fred, il suo analista.
Kai torna anche al lavoro e vorrebbe dire a Erica che è stato troppo drastico, ma lei ormai ha sposato il suo punto di vista: per il bene del suo rapporto con Ethan, lei e Kai devono smettere di vedersi.
- Altri interpreti: Dewshane Williams (dottor Fred), Tatiana Maslany (Sarah), Shauna MacDonald (Majorie), Joanne Vannicola (Naadiah)

## Rialzati e lotta
- Titolo originale: What Goes Up Must Come Down
- Diretto da: Gary Harvey
- Scritto da: Jessie Gabe e Linsey Stewart

### Trama

Erin Karpluk in uno screenshot dall'undicesimo episodio, Rialzati e lotta.

La River Rock presenta in pubblico un libro curato da Erica, Nessuno. Il lancio è un successo, ma le recensioni sono tutte fortemente negative. Indispettita, Erica si reca al giornale National Post per parlare con il più autorevole e feroce dei recensori, Larry Hotowitz. L'editore Frank Galvin viene a saperlo, convoca nel proprio ufficio Erica insieme a Julianne, alla quale rimprovera gli ultimi insuccessi, e le licenzia entrambe in tronco.
Il dottor Tom rimanda indietro Erica al 2004, ai tempi in cui lavorava in una piccola azienda di software, la tueiosiamodue.com, che lei lasciò poco prima che i compagni di lavoro arrivassero al successo: se fosse rimasta con loro, Erica è sicura che sarebbe diventata ricca prima dei 30 anni. Si ritrova in una meravigliosa casa di lusso, sposata insieme a un giovane di nome Luc, perché ha venduto per milioni di dollari le azioni della tueiosiamodue.com. Frank Galvin la aspetta alla River Rock per discutere del libro che lei sta scrivendo, la sollecita però a parlare di ciò che conosce bene: il lusso, lo shopping. Scopre infine di non essere più amica di Judith, troppo socialmente inferiore a lei.
Subito dopo si ritrova nel 2009, lavora in un call center perché la sua fortuna personale è svanita, Luc l'ha lasciata e lei è tornata a vivere con la madre. Raccogliendo il coraggio, si presenta alla River Rick dove ha un colloquio di assunzione con Brent Kennedy speculare a quello che ebbe a suo tempo con Julianne. Tornata al presente, si arma dello stesso coraggio e porta il curriculum in tutte le case editrici di Toronto, poi ritrova un dattiloscritto intitolato “La porta viola” che si era impegnata a leggere. Lo giudica pubblicabile e propone a Julianne di aprire una nuova casa editrice insieme. Ethan però non è d'accordo a causa della sua inesperienza nella direzione d'azienda.
- Altri interpreti: Sarah Gadon (Katie Atkins), Booth Savage (Larry Howowitz), Chad Connell (Luc).

## Finalmente Erica
- Titolo originale: The Importance of Being Erica
- Diretto da: Chris Grismer
- Scritto da: Aarón Martín e Jana Sinyor

### Trama
Ethan convince Erica che sarebbe troppo azzardato lanciarsi nell'impresa di fondare una casa editrice, lei dice a Julianne che rinuncia ma l'amica oramai è convinta e insiste. Malgrado questo problema, il dottor Tom rinvia Erica nel passato al 1999 quando per un'email inviata avventatamente si alienò la professoressa Hogan con la quale avrebbe dovuto discutere la tesi.
Tornata nel passato, riesce a ovviare, ma la professoressa l'ha comunque presa di punta e rifiuta di portare avanti la sua tesi. Erica la affronta direttamente e ne trae un insegnamento: a parte l'università, deve perseguire fino alla fine l'obiettivo che vuole raggiungere nella vita.
Tornata nel presente, deve assistere alla scelta di Kai che decide di cogliere al volo la proposta del suo terapista, il dottor Fred, e torna nel suo tempo, dal quale era stato distolto. Decide di mettersi in proprio con Julianne e si consuma la rottura con Ethan, anche se lui è incredulo; Erica pensa che non possano essere fatti uno per l'altra. Durante la notte Ethan se ne va di casa.
- Altri interpreti: Riley Gilchrist (Travis),